# Újezd, Žďár nad Sázavou
Újezd là một làng thuộc huyện Žďár nad Sázavou, vùng Vysočina, Cộng hòa Séc.